# Ngụ ngôn Aesop

Aesopus moralisatus, 1485, Truyện ngụ ngôn Aesop của tác giả người Ý Bernardino Benali.

Ngụ ngôn Aesop là tập truyện ngụ ngôn được cho là do Aesop, một nhà văn Hy Lạp cổ đại sáng tác. Aesop đã được xem là tác giả của rất nhiều câu chuyện ngụ ngôn nổi tiếng trên thế giới và đã được truyền miệng và được sưu tập qua nhiều thế kỷ và bằng nhiều ngôn ngữ khác nhau theo truyền thống kể chuyện vẫn tiếp tục đến ngày nay. Trong những câu chuyện này, động vật có thể trò chuyện và có tính cách con người, chẳng hạn như Thỏ và rùa, Kiến và châu chấu. 
Đây là một kho tàng truyện ngụ ngôn đồ sộ cả về mặt số lượng lẫn giá trị. Với đa số nhân vật là những con vật đã được nhân cách hóa, truyện ngụ ngôn Aesop hàm chứa những thông điệp sâu sắc mà giản dị, được chuyển tải đến người đọc bằng giọng văn nhẹ nhàng, hóm hỉnh. Cuối một số chuyện còn là những thông điệp ngắn gọn nhưng đầy ý nghĩa nhằm nhắn nhủ bạn đọc những chân lý giản dị trong cuộc sống.
Trong quá trình lưu truyền đó, một số truyện đã bị mất đi nhưng cũng có một số truyện được thêm vào từ các nền văn hóa khác nhau, thể hiện sự ngưỡng mộ của nhân loại đối với trí tuệ sâu sắc của ông. Ngụ ngôn Aesop đã được trích dẫn bởi Socrates, Aristophanes và các nhân vật nổi tiếng khác, Aesop được người Hy Lạp kính trọng, dù ông có xuất thân nô lệ.

## Một số ngụ ngôn của Aesop
- Đại bàng và Cáo
- Con cáo và chùm nho
- Rùa và Thỏ
- Cáo và Cò
- Kiến và Châu Chấu